# AIM-9 Sidewinder
AIM-9 Sidewinder ("AIM" kratica za "Air Intercept Missile") je raketa zrak-zrak kratkog dometa u službi američke mornarice od 1956. godine, a kasnije ju je usvojilo američko ratno zrakoplovstvo 1964. godine. Od tada je Sidewinder imao veliki međunarodni uspjeh, a njegove najnovije inačice i dalje su standardna oprema u većini zapadnjačkih zračnih snaga. Sovjetski K-13 (AA-2 'Atoll'), kopija AIM-9B, također je u širokoj uporabi u brojnim zemljama.
Sidewinder je najrašireniji projektil zrak-zrak na Zapadu, s više od 110 000 projektila proizvedenih za SAD i 27 drugih zemalja, od kojih je možda jedan posto korišteno u borbi. Proizvele su ga prema licenci i neke druge nacije, uključujući Švedsku, a može čak opremljen i na helikopterima, poput Bell AH-1Z Vipera. AIM-9 jedan je od najstarijih, najjeftinijih i najuspješnijih projektila zrak-zrak, s procijenjenih 270 uništenja zrakoplova u povijesti ratovanja. U trenutku ispaljivanja Sidewindera, piloti NATO-a koriste kratki kod FOX-2.

## Varijante
| Podtip                   | AIM-9L                                            | AIM-9M                                            | AIM-9P-4/5                | AIM-9R                           |
| Značajke dizajna tragača | Značajke dizajna tragača                          | Značajke dizajna tragača                          | Značajke dizajna tragača  | Značajke dizajna tragača         |
| ------------------------ | ------------------------------------------------- | ------------------------------------------------- | ------------------------- | -------------------------------- |
| Podrijetlo               | AIM-9H                                            | AIM-9L                                            | AIM-9J/N                  | AIM-9M                           |
| Hlađenje                 | Argon                                             | Argon                                             | Argon                     | –                                |
| Kupolasti prozor         | MgF 2                                             | MgF 2                                             | MgF 2                     | Staklo                           |
| Modulacija               | FM                                                | FM                                                | FM                        | Žarišnoravninski detektorski niz |
| Bojeva glava             | 9.4 kg (21 lb) WDU-17/B prstenasta -fragmentacija | 9.4 kg (21 lb) WDU-17/B prstenasta -fragmentacija | prstenasta -fragmentacija | prstenasta -fragmentacija        |
| Detonator                | IR/ laser                                         | IR/laser                                          | IR/laser                  | IR/laser                         |
| Elektrana                |                                                   |                                                   |                           |                                  |
| Proizvođač               | Herkul/Bermit                                     | MTI / Herkules                                    | Hercules/Aerojet          | MTI/Herkules                     |
| Tip                      | Mk.36 Mod.7,8                                     | Mk.36 Mod.9                                       | SR.116                    | Mk.36 Mod.9                      |
| Pokretač                 | Uobičajen                                         | Uobičajen                                         | Uobičajen                 | Uobičajen                        |
| Dimenzije projektila     |                                                   |                                                   |                           |                                  |
| Duljina                  | 2.89 m (9,5 ft)                                   | 2.89 m (9,5 ft)                                   | 3 m (9,8 ft)              | 2.89 m (9,5 ft)                  |
| Raspon                   | 0.64 m (2.1 ft)                                   | 0.64 m (2.1 ft)                                   | 0.58 m (1,9 ft)           | 0.64 m (2.1 ft)                  |
| Težina                   | 86 kg (190 lb)                                    | 86 kg (190 lb)                                    | 86 kg (190 lb)            | 86 kg (190 lb)                   |